# フィシオロゴス

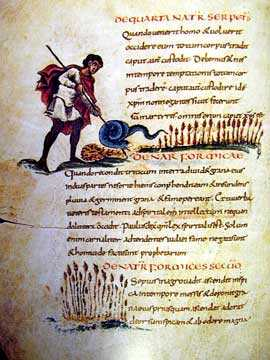
『ベルン・フィシオロゴス』第12葉裏より、「ヘビ」と「アリ」、825 – 850年、ランス、ベルン市立図書館蔵、ベルン。

フィシオロゴス（ギリシア語 : Φυσιολόγος, ラテン語 : Physiologus）は、中世ヨーロッパで聖書と並んで広く読まれた教本である。表題の「フィシオロゴス」とは、ギリシア語で「自然を知る者、博物学者」と言う意味である。ヨーロッパでは、5世紀までに訳された、ラテン語版に従って「フィシオログス」（Physiologus）と呼ばれている。
さまざまな動物、植物、鉱物の容姿、習性、伝承が語られ、これに関連して宗教上、道徳上の教訓が、旧約聖書や新約聖書からの引用によって表現されている。とくにラテン語版は、のちに中世ヨーロッパで広く読まれる動物寓意譚（Bestiarium）の原型になったと言われる。

## 歴史
『フィシオロゴス』は、2世紀のアレクサンドリア、もしくは4世紀のカエサレアで名前不詳のキリスト教徒達が当時世間に流布していた口頭伝承を、ギリシア語で編み、刊行された。その意図は、さまざまな動物、植物、鉱物を象徴化、寓話化して、宗教的伝統の中に位置づけることによって、キリスト教世界の再構成を目的としていた。これらは初期のキリスト教徒達によって民衆に教義を親しみやすくするための寓話として使われた。
『フィシオロゴス』に編集されている動物説話の内容は、インド、ヘブライ、エジプトの動物伝承とアリストテレス（前384 – 322）の『動物誌』（前343年頃）やプリニウス（22 / 23 – 79）の『博物誌』（77年）のような著書から来ている。そこには実在のものだけではなく、ユニコーン、セイレーン、ケンタウロスなどの架空の生き物についての記述も含まれている。
その後、約1000年にわたって、ゲーズ語、コプト語、アルメニア語、シリア語、アラビア語、ラテン語、ロマンス語、ゲルマン語、アングロ・サクソン語、スラヴ語などに翻訳された。その内容は版ごとに変わっていき、中には原典をほとんど焼き直ししたようなものもみられる。9世紀カロリング朝時代のフィシオロゴスの写本には25点の彩色画が挿絵として添えられた。フィシオロゴスの報告は成立しつつあった中世の学問、博物学や地誌学によって引き継がれ、古代の著述家の情報と混同された。

## 寓話
『フィシオロゴス』には実在の動物だけではなく、架空の動物、樹木、鉱石を取り混ぜている。初期のキリスト教徒達はこれらを民衆に教義を親しみやすくさせるためのアレゴリーとして使用したといわれる。

- ライオンはその雌が子供を死産した時、その父である雄はその子達に3日間息を吹きかけるか、咆哮することによって生き返らせる。
- フェニックスは自らを焼き、その灰の中から若返って飛び立つ。
- ペリカンは自分の胸を引き裂き、その血でヒナを蘇生させる。
- ユニコーンは汚れなき処女の許に親しげに近づいて首をその胎に憩わせ、彼女に捕らえられてしまう。
- キツネは飢えると、鳥達をそそのかして自分のそばに来させるために、死んだふりをする。
- キジバトはキジバトのように（恋人達のように）生きる。

## 内容

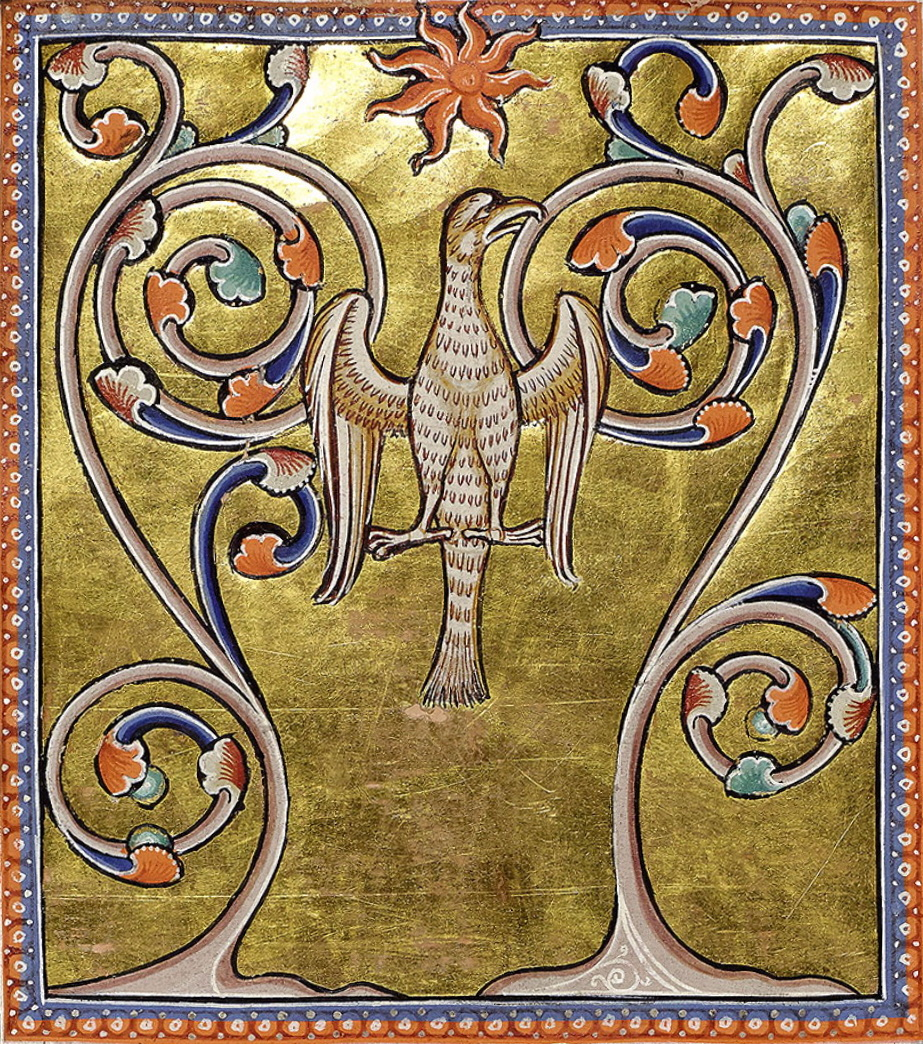
フェニックス。『アバディーン動物寓意集』より、1200年頃、アバディーン大学図書館蔵。

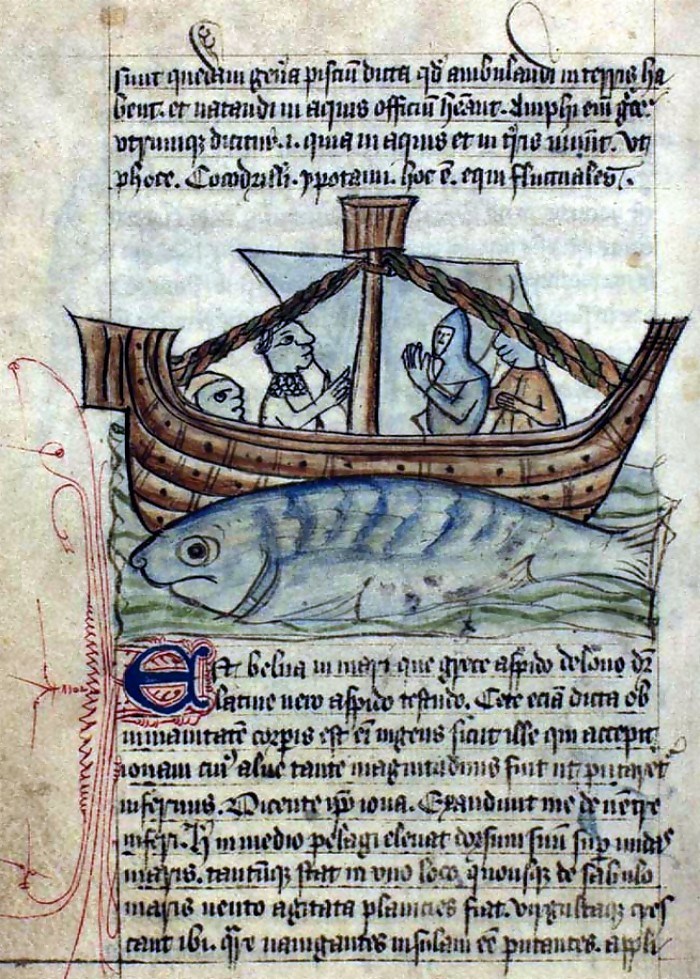
アスピドケローネ。『アン・ウォルシュ動物寓意譚』より、15世紀、デンマーク王立図書館蔵、コペンハーゲン。

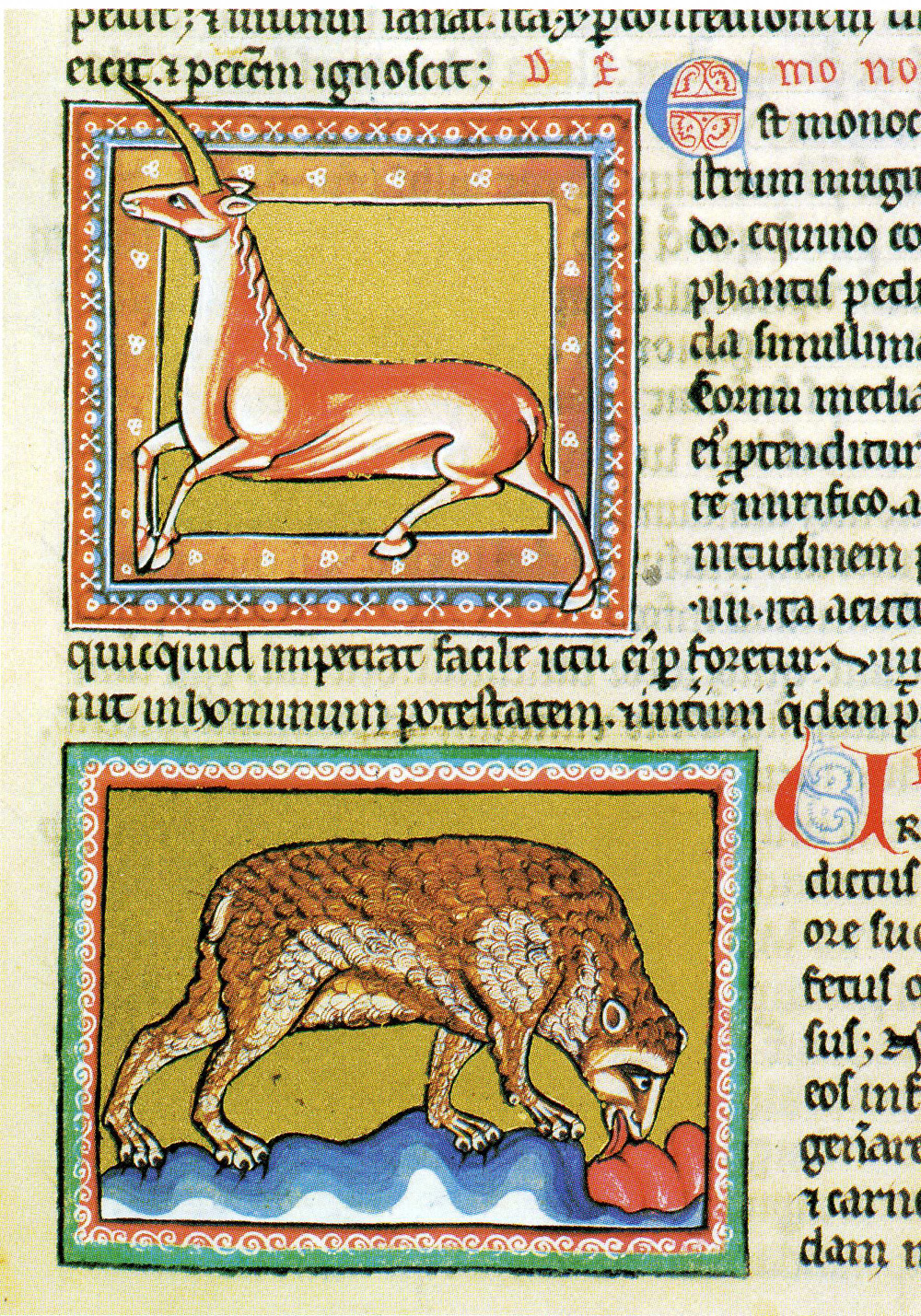
モノケロス（ユニコーン）。『アシュモル動物寓意譚』より、1210年頃、ボドリーアン図書館蔵、オックスフォード。

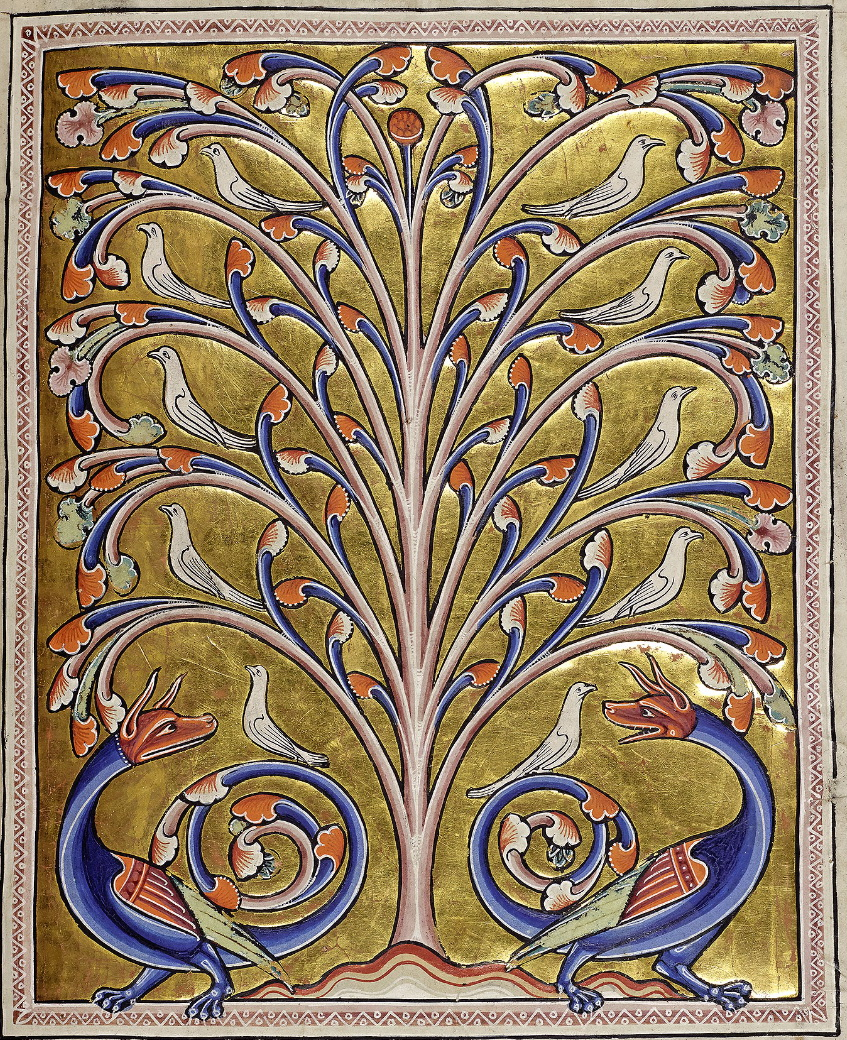
両手利きの樹。『オックスフォード動物寓意譚』より、1220年頃、ボドリーアン図書館蔵、オックスフォード。

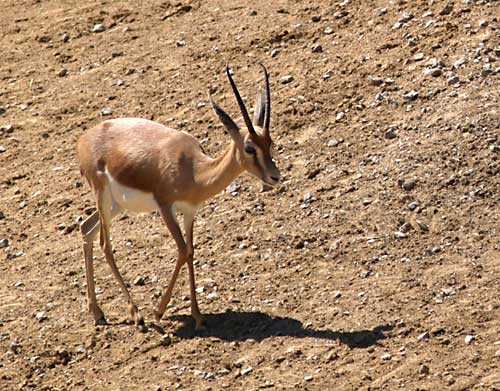
ドルカスガゼル（Gazella dorcas）、ハノーファー動物園。

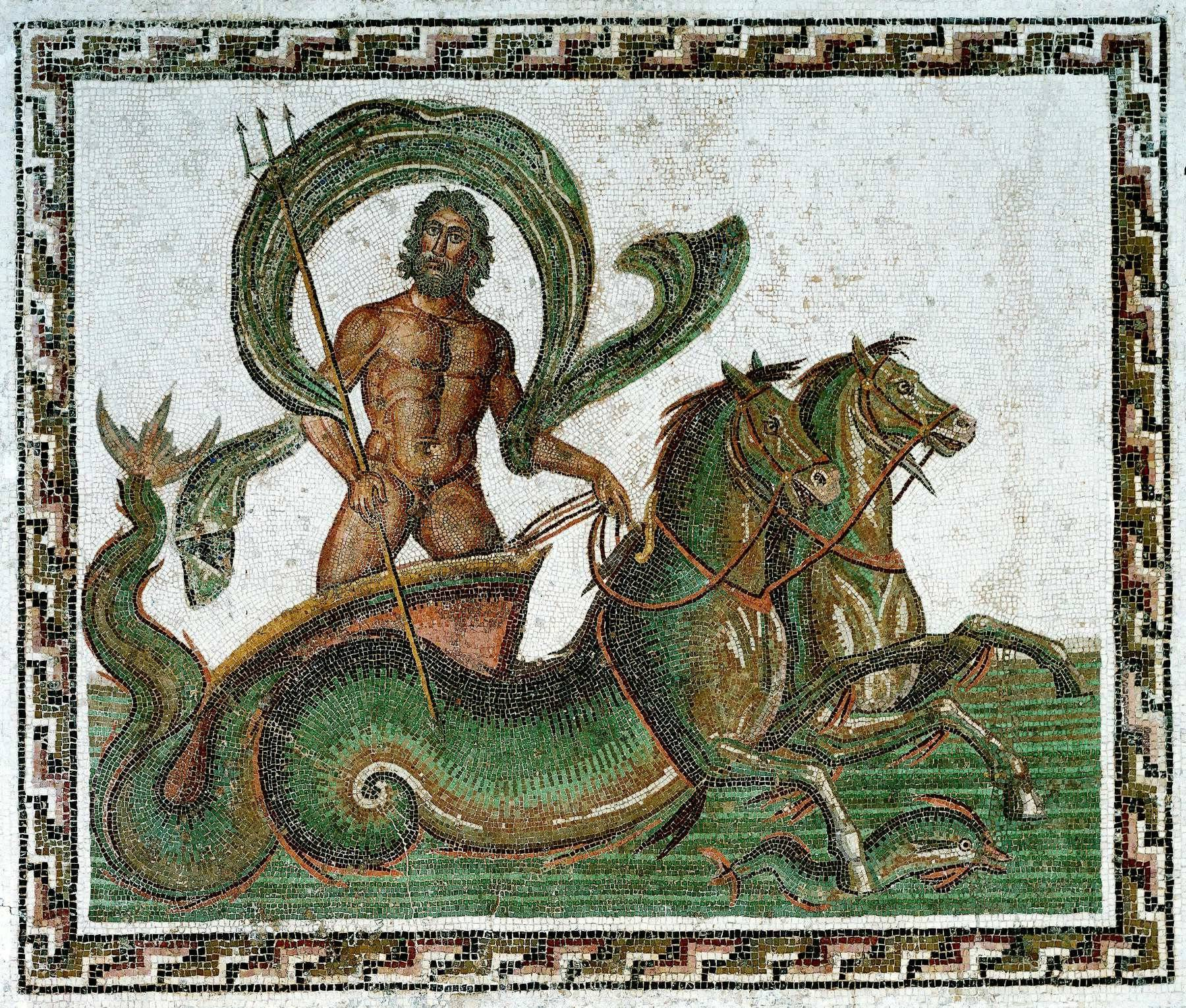
ヒッポカムポスに乗る海神ネプチューン。モザイク画、3世紀、スース博物館、チュニジア。

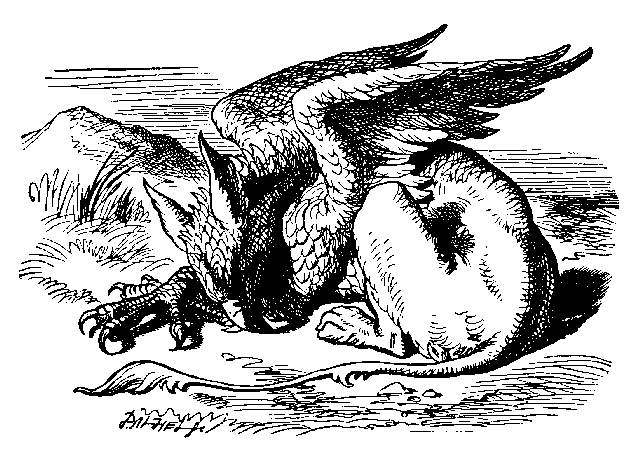
グリフォン。ジョン・テニエル　『不思議の国のアリス』挿絵、1865年。

各章には、まず聖書の言葉が述べられ、その後にその生き物についての自然科学的な解説が続き、最後には道徳的な教えが述べられている。フィシオロゴスと呼ばれる人物が、説明や注釈を行っているが、作者自身が自分のことを3人称で呼んでいるのか、それともまた別の博物学者のことを言っているのかは不明である。異本によってはソロモン王の名がはっきり出ているものもある。

### ギリシア語版フィシオロゴス
残存する最古のギリシア語版は10世紀に複写され、現在はニューヨーク、ピアポント・モルガン図書館蔵の「モルガン写本397」（10 – 11世紀、グロッタフェラータ修道院、イタリア）の中に収められている。この写本には挿絵がなく、挿絵のある最古のギリシア語版のスミュルナ古写本は1100年頃に作られ、1922年に焼失した。以下に様々なギリシア語版フィシオロゴスの双書の内容を示す。
- 第1章　ライオン
- 第2章　トカゲ
- 第3章　カラドリオス（病人の生死を見抜く幻鳥）
- 第4章　ペリカン
- 第5章　ミミズク
- 第6章　ワシ
- 第7章　フェニックス
- 第8章　ヤツガシラ
- 第9章　オナガー
- 第10章　ウィペラ（ドラゴンの一種）
- 第11章　ヘビ
- 第12章　アリ
- 第13章　オノケンタウロスとセイレン
- 第14章　ハリネズミ
- 第15章　キツネ
- 第16章　ヒョウ
- 第17章　アスピドケローネ（鯨または大亀に似た海の怪物）
- 第18章　ヤマウズラ
- 第19章　ハゲタカ
- 第20章　ミュルメコレオ（顔はライオンで、首から下はアリの怪物）
- 第21章　イタチ
- 第22章　モノケロス（ユニコーン）
- 第23章　ビーバー
- 第24章　ハイエナ
- 第25章　ワニとヒュドロス（四肢を持つヘビまたは無肢のヘビの怪物。ワニの腹を食い破る）
- 第26章　マングース
- 第27章　ハシボソガラス
- 第28章　キジバト
- 第29章　カエル
- 第30章　シカ
- 第31章　サラマンダー（火の中に棲むトカゲに似た怪物）
- 第32章　ダイヤモンド（牡ヤギの血によってのみ溶かせると言われていた）
- 第33章　ツバメ
- 第34章　両手利きの樹（インドの木の一つで、ハトを引き寄せ、ドラゴンを嫌がらせる。イチジク科のバニヤン樹だと言われている）
- 第35章
  - a.　ハト
  - b.　ハヤブサとハト
  - c.　ハト
- 第36章　アンテロープ
- 第37章　火打石
- 第38章　磁石
- 第39章　セラ（翼を持つ巨大な海の怪物。魚の尾、コウモリまたは鳥の翼、ライオンの頭を持つ）
- 第40章　トキ
- 第41章　ドルカス（シリアやアフリカに生息するドルカスガゼル（Gazella dorcas）だと言われる）
- 第42章　ダイヤモンド
- 第43章　ゾウ
- 第44章　瑪瑙と真珠
- 第45章　オナガーとサル
- 第46章　インド石
- 第47章　アオサギ
- 第48章　イチジク
- 第49章　カッコウ
- 第50章　ヒッポカンポス
- 第51章　グリフォン
- 第52章　クジャク
- 第53章　ミツバチ
- 第54章　コウノトリ
- 第55章　アスピス（コブラに似た音楽狂の小型のドラゴン。音楽が聞こえると、片方の耳を地面に押し当て、もう一方の耳には自らの尾を突っ込んで音楽が聞こえないようにするという）
- 第56章　キツツキ
- 第57章　ゴルゴン（蛇髪の三姉妹の怪物）
- 第58章　ノウサギ
- 第59章　オオカミ
- 第60章　ワニ
- 第61章　イノシシ
- 第62章　ダチョウ
- 第63章　オウム
- 第64章　キジ

### ラテン語版フィシオロゴス
現存する最古のフィシオロゴスのテキストは、ラテン語である。以下に古くから存在する四つの異本とその内容を挙げる。
- フィシオロゴス（ラテン語版）Y版　（「ラテン語写本611」　8 – 9世紀、ベルン）
ギリシア語の原本にほぼ近いが、用途から外れ、他の異本の影響をほとんど持たなかった。
- フィシオロゴス（ラテン語版）A版　（「王立図書館写本10074」より『フィシオログス』　11世紀、サン・ローラン、リエージュ、ベルギー王立図書館蔵、ブリュッセル）
カロリング朝（751 – 987）の細密画の入った貴重なもの。
- フィシオロゴス（ラテン語版）C版　（「ボンガルシアヌス古写本318」より『ベルン・フィシオログス』　825 – 850年、ランス、ベルン市立図書館蔵、ベルン）
訛ったギリシア語からの翻訳で挿絵入りのものでは、現在最古のもの。第25章「雄鶏」と第26章「ウマ」は聖アンブロシウス（333頃 – 397）の『ヘクサエメロン』（387年）とセビーリャの聖イシドールス（560頃 – 636）の『語源集』（622 – 623年）からの抜粋である。
- フィシオロゴス（ラテン語版）B版　（「ラテン語写本233」　8 – 9世紀、ベルン市立図書館蔵、ベルン）
のちの、英語版、フランス語版のフィシオロゴスは、これに由来するものとなるが、この版には挿絵が入っていない。

| フィシオロゴス（ラテン語版）Y版 （8-9世紀、ベルン） | フィシオロゴス（ラテン語版）A版 （11世紀、サン・ローラン、リエージュ） | フィシオロゴス（ラテン語版）C版 （825-850年、ランス） | フィシオロゴス（ラテン語版）B版 （8-9世紀、ベルン） |
| --------------------------------------------------- | ---------------------------------------------------------------------- | ----------------------------------------------------- | --------------------------------------------------- |
| 第1章 ライオン                                      | 第1章 ライオン                                                         | 第1章 ライオン                                        | 第1章 ライオン                                      |
| 第2章 アンテロープ                                  | 第2章 アンテロープ                                                     | 第2章 トカゲ                                          | 第2章 アンテロープ                                  |
| 第3章 火打石                                        | 第3章 火打石                                                           | 第3章 カラドリオス                                    | 第3章 火打石                                        |
| 第4章 セラ                                          | 第4章 セラ                                                             | 第4章 ペリカン                                        | 第4章 セラ                                          |
| 第5章 カラドリオス                                  | 第5章 カラドリオス                                                     | 第5章 ミミズク                                        | 第5章 カラドリオス                                  |
| 第6章 ペリカン                                      | 第6章 ペリカン                                                         | 第6章 ワシ                                            | 第6章 ペリカン                                      |
| 第7章 ミミズク                                      | 第7章 ミミズク                                                         | 第7章 ヤツガシラ                                      | 第7章 ミミズク                                      |
| 第8章 ワシ                                          | 第8章 ワシ                                                             | 第8章 ウィペラ                                        | 第8章 ワシ                                          |
| 第9章 フェニックス                                  | 第9章 フェニックス                                                     | 第9章 ヘビ                                            | 第9章 フェニックス                                  |
| 第10章 ヤツガシラ                                   | 第10章 アリ                                                            | 第10章 アリ                                           | 第10章 ヤツガシラ                                   |
| 第11章 オナガー                                     | 第11章 セイレンとオノケンタウロス                                      | 第11章 セイレンとオノケンタウロス                     | 第11章 アリ                                         |
| 第12章 ウィペラ                                     | 第12章 キツネ                                                          | 第12章 ハリネズミ                                     | 第12章 セイレンとオノケンタウロス                   |
| 第13章 ヘビ                                         | 第13章 ウニコルニス（ユニコーン）                                      | 第13章 キツネ                                         | 第13章 ハリネズミ                                   |
| 第14章 アリ                                         | 第14章 ビーバー                                                        | 第14章 ヒョウ                                         | 第14章 トキ                                         |
| 第15章 セイレンとオノケンタウロス                   | 第15章 ハイエナ                                                        | 第15章 アスピドケローネ                               | 第15章 キツネ                                       |
| 第16章 ハリネズミ                                   | 第16章 ドルカス                                                        | 第16章 ウニコルニス（ユニコーン）                     | 第16章 ウニコルニス（ユニコーン）                   |
| 第17章 トキ                                         | 第17章 オナガー                                                        | 第17章 シカ                                           | 第17章 ビーバー                                     |
| 第18章 キツネ                                       | 第18章 ヒュドロス                                                      | 第18章 サラマンダー                                   | 第18章 ハイエナ                                     |
| 第19章 両手利きの樹とハト                           | 第19章 サル                                                            | 第19章 両手利きの樹                                   | 第19章 ヒュドロス                                   |
| 第20章 ゾウ                                         | 第20章 ヤマウズラ                                                      | 第20章 アンテロープ                                   | 第20章 ヤギ                                         |
| 第21章 ドルカス                                     | 第21章 ダチョウ                                                        | 第21章 セラ                                           | 第21章 オナガーとサル                               |
| 第22章 瑪瑙                                         | 第22章 サラマンダー                                                    | 第22章 ゾウ                                           | 第22章 アオサギ                                     |
| 第23章 真珠                                         | 第23章 キジバト                                                        | 第23章 瑪瑙と真珠                                     | 第23章 ヒョウ                                       |
| 第24章 ダイヤモンド                                 | 第24章 ハト                                                            | 第24章 インド石                                       | 第24章 アスピドケローネ                             |
| 第25章 オナガーとサル                               | 第25章 ヤツガシラ                                                      | 第25章 雄鶏                                           | 第25章 ヤマウズラ                                   |
| 第26章 インド石                                     | 第26章 オナガー                                                        | 第26章 ウマ                                           | 第26章 イタチとマムシ                               |
| 第27章 アオサギ                                     | 第27章 ウィペラ                                                        |                                                       | 第27章 ダチョウ                                     |
| 第28章 イチジク                                     | 第28章 ヘビ                                                            |                                                       | 第28章 キジバト                                     |
| 第29章 ヒョウ                                       | 第29章 ハリネズミ                                                      |                                                       | 第29章 シカ                                         |
| 第30章 アスピドケローネ                             | 第30章 両手利きの樹                                                    |                                                       | 第30章 サラマンダー                                 |
| 第31章 ヤマウズラ                                   | 第31章 ゾウ                                                            |                                                       | 第31章 ハト                                         |
| 第32章 ハゲタカ                                     | 第32章 瑪瑙と真珠                                                      |                                                       | 第32章 両手利きの樹                                 |
| 第33章 ミュルメコレオ                               | 第33章 ダイヤモンド                                                    |                                                       | 第33章 ゾウ                                         |
| 第34章 イタチ                                       | 第34章 インド石                                                        |                                                       | 第34章 ダイヤモンド                                 |
| 第35章 モノケロス（ユニコーン）                     | 第35章 アオサギ                                                        |                                                       | 第35章 ダイヤモンド                                 |
| 第36章 ビーバー                                     | 第36章 ヒョウ                                                          |                                                       | 第36章 真珠                                         |
| 第37章 ハイエナ                                     |                                                                        |                                                       | 第37章 トカゲ                                       |
| 第38章 ヒュドロス                                   |                                                                        |                                                       |                                                     |
| 第39章 マングース                                   |                                                                        |                                                       |                                                     |
| 第40章 ハシボソガラス                               |                                                                        |                                                       |                                                     |
| 第41章 キジバト                                     |                                                                        |                                                       |                                                     |
| 第42章 ツバメ                                       |                                                                        |                                                       |                                                     |
| 第43章 シカ                                         |                                                                        |                                                       |                                                     |
| 第44章 カエル                                       |                                                                        |                                                       |                                                     |
| 第45章 サラマンダー                                 |                                                                        |                                                       |                                                     |
| 第46章 磁石                                         |                                                                        |                                                       |                                                     |
| 第47章 ダイヤモンド                                 |                                                                        |                                                       |                                                     |
| 第48章 ハト                                         |                                                                        |                                                       |                                                     |
| 第49章 トカゲ                                       |                                                                        |                                                       |                                                     |